# New Basket Brindisi 2004-2005
La New Basket Brindisi 2004-2005, sponsorizzata Prefabbricati Pugliesi, prende parte al campionato dilettanti italiano di Serie B2, girone D a 16 squadre. Chiude la stagione regolare al 1º posto con 22V e 8P, con 2541 punti fatti e 2384 punti subiti, viene eliminata alle finali playoff dalla Pallacanestro Ribera, ma successivamente viene ripescata nella serie superiore.

## Storia
La nuova stagione vede il passaggio di consegne della proprietà Di Bella ad una cordata di imprenditori capeggiata da Massimo Ferrarese, nuovo Presidente è Antonio Corlianò già presidente dell'Azzurra Brindisi qualche anno prima, cambia anche la sede societaria e la denominazione sociale in New Basket Brindisi. Vengono confermati il coach Massimo Bianchi, l'ala pivot Matteo Nobile oltre ai brindisini Luigi Minghetti e Alessandro Scatigno, l'italo-argentino Federico Helale proveniente da Iglesias prende il posto dell'italo brasiliano Paulinho Motta che va all'Assi Basket Ostuni. Vengono ingaggiati l'ala tiratrice Matteo Maggioni da Campli, il play Giovanni Bruni e l'ala-guardia Michele Roselli dal Sezze, il vice-play brindisino Giovanni Sardano e il pivot Pierluigi Risolo provenienti dal Levoni Potenza, altri ingaggi riguardano il giovane Nello Lorenzetti dalla Juve Caserta e l'ala-pivot franco-senegalese Mahary Seck da Cava dei Tirreni in C/1.
Ad inizio stagione l'ultimo colpo di mercato con l'acquisto di Claudio Bonaccorsi play livornese con alle spalle una lunga militanza in Serie A. Nel corso della stagione lasceranno la squadra: Mahary Seck, Federico Helale e Giovanni Bruni per infortunio. Il roster verrà rinforzato con Giovanni Pace ala-pivot proveniente da Monopoli in C/1. Miglior marcatore della stagione sarà Claudio Bonaccorsi con 859 punti in 36 partite, seguito da Matteo Nobile con 666 p. in 39 p. e Matteo Maggioni con 604 punti in 40 partite.

## Roster
| New Basket Brindisi 2004/2005 | New Basket Brindisi 2004/2005 |
| Giocatori                     | Staff tecnico                 |
| ----------------------------- | ----------------------------- |

| N. | Naz.                 | Ruolo | Nome                                   | Anno | Alt.   | Peso |  |
| -- | -------------------- | ----- | -------------------------------------- | ---- | ------ | ---- |  |
| 4  | Italia (bandiera)    | A     | Michele Roselli                        | 1982 | 195 cm |      |  |
| 5  | Italia (bandiera)    | AC    | Nello Lorenzetti                       | 1984 | 200 cm |      |  |
| 6  | Italia (bandiera)    | G     | Claudio Bonaccorsi (dal 12/10/04)      | 1966 | 187 cm |      |  |
| 7  | Italia (bandiera)    | P     | Giovanni Sardano                       | 1982 | 180 cm |      |  |
| 8  | Italia (bandiera)    | C     | Emanuele Magagnino                     | 1984 | 207 cm |      |  |
| 9  | Italia (bandiera)    | C     | Pierluigi Risolo                       | 1977 | 202 cm |      |  |
| 10 | Argentina (bandiera) | G     | Federico Helale (fino al 12/10/04)     | 1976 | 194 cm |      |  |
| 10 | Italia (bandiera)    | AC    | Giuseppe Pace (dal 5/1/05)             | 1983 | 198 cm |      |  |
| 11 | Italia (bandiera)    | A     | Matteo Maggioni                        | 1976 | 195 cm |      |  |
| 12 | Italia (bandiera)    | AC    | Matteo Nobile                          | 1973 | 207 cm |      |  |
| 13 | Italia (bandiera)    | G     | Andrea Rubino                          | 1986 | 185 cm |      |  |
| 15 | Italia (bandiera)    | P     | Giovanni Bruni (fino al 6/2/05)        | 1981 | 185 cm |      |  |
| 18 | Italia (bandiera)    | P     | Mauro Santoro                          | 1988 | 188 cm |      |  |
| 19 | Italia (bandiera)    | G     | Armando Fersino                        | 1986 | 184 cm |      |  |
| 20 | Italia (bandiera)    | A     | Alessandro Scatigno (fino al 16/01/05) | 1985 | 198 cm |      |  |
| 20 | Senegal (bandiera)   | A     | Mahary Seck (fino al 29/10/04)         | 1982 | 201 cm |      |  |
|    | Italia (bandiera)    | G     | Luigi Minghetti                        | 1969 | 193 cm |      |  |

| Allenatore                            |
| - Massimo Bianchi                     |
| Assistente/i                          |
| - Gigi Santini Legenda - (C) Capitano |

## Stagione
|  |     | Classifica finale 2004-2005     | Pt | G  | V  | P  | PtF  | PtS   |
|  | --- | ------------------------------- | -- | -- | -- | -- | ---- | ----- |
|  | 1.  | Prefabbricati Pugliesi Brindisi | 44 | 30 | 22 | 8  | 2541 | 2384  |
|  | 2.  | Ares Ribera                     | 40 | 30 | 20 | 10 | 2397 | 2231  |
|  | 3.  | Gragnano Basket                 | 40 | 30 | 20 | 10 | 2384 | 2341  |
|  | 4.  | Adriatica Industriale Ruvo      | 36 | 30 | 18 | 12 | 2549 | 2414  |
|  | 5.  | Coop Pozzuoli                   | 34 | 30 | 17 | 13 | 2430 | 2308  |
|  | 6.  | Levoni Potenza                  | 34 | 30 | 17 | 13 | 2450 | 2423  |
|  | 7.  | Pallacanestro Catanzaro         | 34 | 30 | 17 | 13 | 2378 | 2365  |
|  | 8.  | Info Tel. Melfi                 | 30 | 30 | 15 | 15 | 2291 | 2258  |
|  | 9.  | Paf Legno S. Severo             | 28 | 30 | 14 | 16 | 2425 | 22459 |
|  | 10. | Virtus Cefalù                   | 26 | 30 | 13 | 17 | 2345 | 2367  |
|  | 11. | Fiat Millennia Bari             | 24 | 30 | 12 | 18 | 2460 | 2562  |
|  | 12. | Fortunato Uomo Salerno          | 24 | 30 | 12 | 18 | 2314 | 2380  |
|  | 13. | Hoyama Catania                  | 24 | 30 | 12 | 18 | 2300 | 2432  |
|  | 14. | Artus Basket Maddaloni          | 22 | 30 | 11 | 19 | 2323 | 2411  |
|  | 15. | Basket Silvi Marina             | 20 | 30 | 10 | 20 | 2286 | 2382  |
|  | 16. | AS Napoli Basket                | 20 | 30 | 10 | 20 | 2291 | 2447  |

### Play-off
|  | Quarti di finale | Quarti di finale        | Quarti di finale           | Quarti di finale | Quarti di finale |    |                            | Semifinali              | Semifinali | Semifinali | Semifinali | Semifinali | Semifinali | Semifinali |  |  | Finali | Finali                  | Finali | Finali | Finali | Finali | Finali |
|  |                  |                         |                            |                  |                  |    |                            |                         |            |            |            |            |            |            |  |  |        |                         |        |        |        |        |        |
|  | 1                | Pref. Pugliesi Brindisi | 86                         | 73               | 90               |    |                            |                         |            |            |            |            |            |            |  |  |        |                         |        |        |        |        |        |
|  | 8                | Info Tel. Melfi         | 84                         | 94               | 74               |    |                            |                         |            |            |            |            |            |            |  |  |        |                         |        |        |        |        |        |
|  | 8                | Info Tel. Melfi         | 84                         | 94               | 74               |    | 1                          | Pref. Pugliesi Brindisi | 82         | 72         | 86         |            |            |            |  |  |        |                         |        |        |        |        |        |
|  |                  |                         |                            |                  |                  |    | 1                          | Pref. Pugliesi Brindisi | 82         | 72         | 86         |            |            |            |  |  |        |                         |        |        |        |        |        |
|  |                  | 4                       | Adriatica Industriale Ruvo | 67               | 74               | 82 |                            |                         |            |            |            |            |            |            |  |  |        |                         |        |        |        |        |        |
|  | 4                | 4                       | Adriatica Industriale Ruvo | 67               | 74               | 82 | Adriatica Industriale Ruvo | 89                      | 46         | 84         |            |            |            |            |  |  |        |                         |        |        |        |        |        |
|  | 4                |                         |                            |                  |                  |    | Adriatica Industriale Ruvo | 89                      | 46         | 84         |            |            |            |            |  |  |        |                         |        |        |        |        |        |
|  | 5                | Coop Pozzuoli           | 75                         | 66               | 74               |    |                            |                         |            |            |            |            |            |            |  |  |        |                         |        |        |        |        |        |
|  |                  |                         |                            |                  |                  |    |                            |                         |            |            |            |            |            |            |  |  | 1      | Pref. Pugliesi Brindisi | 72     | 75     | 74     | 64     |        |
|  |                  |                         | 2                          | Ares Ribera      | 77               | 61 | 104                        | 80                      |            |            |            |            |            |            |  |  |        |                         |        |        |        |        |        |
|  | 3                | Gragnano Basket         | 92                         | 72               | 91               |    |                            |                         |            |            |            |            |            |            |  |  |        |                         |        |        |        |        |        |
|  | 6                | Pallacanestro Catanzaro | 68                         | 97               | 82               |    |                            |                         |            |            |            |            |            |            |  |  |        |                         |        |        |        |        |        |
|  | 6                | Pallacanestro Catanzaro | 68                         | 97               | 82               |    | 3                          | Gragnano Basket         | 55         | 78         | 60         |            |            |            |  |  |        |                         |        |        |        |        |        |
|  |                  |                         |                            |                  |                  |    | 3                          | Gragnano Basket         | 55         | 78         | 60         |            |            |            |  |  |        |                         |        |        |        |        |        |
|  |                  | 2                       | Ares Ribera                | 72               | 73               | 69 |                            |                         |            |            |            |            |            |            |  |  |        |                         |        |        |        |        |        |
|  | 2                | 2                       | Ares Ribera                | 72               | 73               | 69 | Ares Ribera                | 75                      | 73         | 77         |            |            |            |            |  |  |        |                         |        |        |        |        |        |
|  | 2                |                         |                            |                  |                  |    | Ares Ribera                | 75                      | 73         | 77         |            |            |            |            |  |  |        |                         |        |        |        |        |        |
|  | 7                | Levoni Potenza          | 64                         | 83               | 51               |    |                            |                         |            |            |            |            |            |            |  |  |        |                         |        |        |        |        |        |

## Risultati

### Stagione regolare
| Arbitri: | Soleti (Martina Franca) Serra (Matera) |

|                                      |       |                                     |
| Maggioni 24, Lorenzetti 9, Roselli 8 | Punti | Gentile 14, Iaselli 14, De Siato 11 |

| Arbitri: | Manna (Napoli) Caputo (Napoli) |

|                                   |       |                                    |
| Viale 21, Antonucci 17, Maggio 15 | Punti | Maggioni 20, Nobile 17, Roselli 12 |

| Arbitri: | Castellucci (Caserta) Sgueglia (Caserta) |

|                                  |       |                                     |
| Nobile 21, Maggioni 16, Bruni 16 | Punti | Corvino 25, Vasquez 13, Ambruoso 12 |

| Arbitri: | Di Franco (Catania) Guida (Trapani) |

|                                |       |                                  |
| Gallo 27, Nocioni 17, Drigo 14 | Punti | Nobile 27, Maggioni 11, Bruni 10 |

| Arbitri: | Del Felice (Monza) Scudiero (Milano) |

|                                      |       |                                       |
| Maggioni 20, Bonaccorsi 18, Bruni 11 | Punti | Chirico 20, Cotugno 18, Sorrentino 14 |

| Arbitri: | Ferrari (Avellino) Cannoletta (Caserta) |

|                                   |       |                                       |
| Cattani 27, Saccardo 15, Conti 15 | Punti | Bonaccorsi 29, Nobile 22, Maggioni 13 |

| Arbitri: | Pecorella (Trani) Sinisi (Barletta) |

|                                  |       |                                   |
| Nobile 23, Maggioni 12, Bruni 11 | Punti | Dacic 13, Binotto 12, Vitiello 10 |

| Arbitri: | Borrelli (Napoli) Ascione (Caserta) |

|                                      |       |                                       |
| Liberatori 24, Di Lembo 17, Rizzo 15 | Punti | Bonaccorsi 24, Maggioni 23, Nobile 22 |

| Arbitri: | Gagliardi (Anagni) Santini (Roma) |

|                                    |       |                                       |
| Nobile 31, Bonaccorsi 29, Bruni 12 | Punti | Di Pierro 22, Trevisan 21, Vergara 10 |

| Arbitri: | Benfatti (Modena) Bertacchini (Modena) |

|                                    |       |                                  |
| De Sanctis 29, Cempini 19, Gori 14 | Punti | Bruni 20, Maggioni 15, Nobile 15 |

| Arbitri: | Musmarra (Napoli) Cilento (Napoli) |

|                                 |       |                                         |
| Montuori 20, Rato 19, Labate 17 | Punti | Bonaccorsi 27, Lorenzetti 17, Risolo 15 |

| Arbitri: | Petraccaro (Salerno) Russo (Napoli) |

|                                       |       |                                   |
| Bonaccorsi 26, Nobile 25, Maggioni 23 | Punti | Riva 18, Bellina 18, Bianchini 14 |

| Arbitri: | Bianchini (Firenze) Sestini (Arezzo) |

|                                  |       |                                       |
| Tessitore 17, Verde 16, Poeta 12 | Punti | Maggioni 26, Bonaccorsi 24, Nobile 12 |

| Arbitri: | Aleo (Bergamo) Pirozzi (Milano) |

|                                       |       |                                     |
| Nobile 28, Bonaccorsi 23, Maggioni 16 | Punti | Delli Carri 26, Pate 21, Orlando 13 |

| Arbitri: | Castellucci (Caserta) Tavano (Caserta) |

|                                    |       |                                        |
| Mauti 25, Saborido 22, Giordano 14 | Punti | Bonaccorsi 31, Roselli 17, Maggioni 13 |

| Maddaloni 6 gennaio 2005 16ª giornata                                                                    | Artus Basket Maddaloni | 79 – 81 (28-15;48-35;65-59)          | N.B. Brindisi | (1.500 spett.) |
| \| \| \| \| \| Frascolla 15, De Siato 15, Gentile 13 \| Punti \| Bonaccorsi 29, Nobile 13, Roselli 10 \| |                        |                                      |               |                |
| |                        |                                      |               |                |
| Frascolla 15, De Siato 15, Gentile 13                                                                    | Punti                  | Bonaccorsi 29, Nobile 13, Roselli 10 |               |                |

| Arbitri: | Chersicia (Trieste) Patrone (Savona) |

|                                     |       |                                   |
| Bonaccorsi 26, Nobile 24, Sardano 8 | Punti | Maggio 20, Antonucci 14, Viale 12 |

| Arbitri: | Braga (Pavia) Acquaviva (Milano) |

|                                     |       |                                       |
| Ambruoso 21, Vasquez 16, Corvino 15 | Punti | Bonaccorsi 25, Nobile 19, Maggioni 18 |

| Arbitri: | Gasparri (Pesaro) Santini (Recanati) |

|                                       |       |                                  |
| Bonaccorsi 34, Nobile 24, Maggioni 15 | Punti | Gallo 29, Tosolini 27, Scotto 14 |

| Arbitri: | Degli Onesti (Udine) De Gobbis (Trieste) |

|                                      |       |                                           |
| Cotugno 32, Sorrentino 24, Di Maio 8 | Punti | Bonaccorsi 37, Lorenzetti 11, Maggioni 10 |

| Arbitri: | Cherbaucich (Trieste) Momi (Trieste) |

|                                      |       |                       |
| Bonaccorsi 29, Maggioni 21, Bruni 12 | Punti | Ricci 28, Saccardo 16 |

| Arbitri: | Costanzo (Siracusa) Luca (Catania) |

|                                   |       |                                       |
| Rhodes 19, Binotto 16, Di Tota 15 | Punti | Bonaccorsi 23, Maggioni 15, Nobile 15 |

| Arbitri: | Leporale (Talsano) Paglialunga (Massafra) |

|                                       |       |                                      |
| Nobile 33, Maggioni 21, Bonaccorsi 14 | Punti | Bianchi 23, Nobili 15, Liberatori 12 |

| Arbitri: | Diana (Venezia) Migotto (Venezia) |

|                                         |       |                                        |
| Di Pierro 27, Trevisan 21, Sguassero 18 | Punti | Bonaccorsi 30, Maggioni 18, Sardano 17 |

| Arbitri: | Sarra (Matera) Calvosa (Cosenza) |

|                                       |       |                                        |
| Bonaccorsi 38, Nobile 20, Maggioni 20 | Punti | Cempini 28, De Sanctis 23, Contaldo 16 |

| Arbitri: | Manna (Napoli) Crescenzo (Salerno) |

|                                       |       |                               |
| Bonaccorsi 30, Nobile 19, Maggioni 14 | Punti | Rato 26, Labate 13, Lorusso 9 |

| Arbitri: | Musmarra (Napoli) Sguaglia (Caserta) |

|                                              |       |                                       |
| Bianchini 19, Passarelli 19, Carrichiello 13 | Punti | Bonaccorsi 27, Maggioni 24, Nobile 23 |

| Arbitri: | Aleo (Bergamo) Vanoli (Varese) |

|                                       |       |                                |
| Bonaccorsi 29, Nobile 18, Maggioni 12 | Punti | Verde 26, Menduto 13, Poeta 12 |

| Arbitri: | Bramante (Verona) Boninsegna (Milano) |

|                                          |       |                                    |
| De Bellis 22, Delli Carri 19, Orlando 14 | Punti | Nobile 26, Maggioni 16, Sardano 13 |

| Arbitri: | Cè (Segrate) De Luca (Varese) |

|                                        |       |                                      |
| Maggioni 18, Sardano 13, Bonaccorsi 13 | Punti | Giordano 26, Pelliccione 12, Mauti 9 |

### Playoff
| Arbitri: | Tomasoni (Besozzo) Slovacchia (Perugia) |

|                                        |       |                                   |
| Maggioni 22, Bonaccorsi 20, Roselli 14 | Punti | Antonucci 26, Maggio 18, Viale 12 |

| Arbitri: | Di Franco (Catania) Venturini (Pesaro) |

|                                |       |                                      |
| Viale 21, Serino 19, Maggio 15 | Punti | Nobile 22, Bonaccorsi 21, Sardano 11 |

| Arbitri: | Cosentino (Milano) Volpe (La Spezia) |

|                                       |       |                                  |
| Bonaccorsi 38, Nobile 27, Maggioni 10 | Punti | Serino 22, Antonucci 14, Viale 8 |

| Arbitri: | Gasparri (Pesaro) Gagliardi (Anagni) |

|                                           |       |                                              |
| Bonaccorsi 23, Maggioni 20, Lorenzetti 14 | Punti | Delli Carri 27, De Bellis 15, Pietrosanto 13 |

| Arbitri: | Crescenzi (Salerno) Borgioni (Roma) |

|                                       |       |                                       |
| De Bellis 18, Delli Carri 17, Pate 17 | Punti | Bonaccorsi 25, Nobile 17, Maggioni 17 |

| Arbitri: | Bonini (Bologna) Di Francesco (Teramo) |

|                                      |       |                                     |
| Bonaccorsi 18, Nobile 18, Sardano 14 | Punti | Delli Carri 24, Pate 18, Orlando 16 |

| Arbitri: | Edilio (Civitavecchia) Slovacchia (Perugia) |

|                                      |       |                                 |
| Bonaccorsi 30, Sardano 18, Roselli 9 | Punti | Giordano 16, Vito 14, Picone 11 |

| Arbitri: | Murziani (Livorno) Gandini (Grugliasco) |

|                                          |       |                               |
| Bonaccorsi 28, Sardano 13, Lorenzetti 12 | Punti | Saborido 16, Mauti 13, Vito 9 |

| Arbitri: | Scudiero (Milano) Volpe (La Spezia) |

|                                     |       |                                      |
| Picone 22, Saborido 13, Righetti 13 | Punti | Lorenzetti 21, Sardano 18, Roselli 9 |

| Arbitri: | Bramante (Verona) Diana (Mestre) |

|                                            |            |                                  |
| Giordano 22 Mauti 16 Cuccia, Pelliccione 9 | Punti      | 13 Nobile 11 Bonaccorsi, Sardano |
| Domenico Sorgentone                        | Allenatori | Massimo Bianchi                  |

## Statistiche

### Statistiche di squadra
| Competizione               | Punti | In casa | In casa | In casa | In casa | In casa | In trasferta | In trasferta | In trasferta | In trasferta | In trasferta | Totale | Totale | Totale | Totale | Totale | Totale |
| Competizione               | Punti | G       | V       | P       | Ptf     | Pts     | G            | V            | P            | Ptf          | Pts          | G      | V      | P      | Ptf    | Pts    | Diff.  |
| -------------------------- | ----- | ------- | ------- | ------- | ------- | ------- | ------------ | ------------ | ------------ | ------------ | ------------ | ------ | ------ | ------ | ------ | ------ | ------ |
| Serie B2 Stagione regolare | 44    | 15      | 14      | 1       | 1283    | 1117    | 15           | 8            | 7            | 1258         | 1267         | 30     | 22     | 8      | 2541   | 2384   | +157   |
| Serie B2 Playoff           | 10    | 6       | 5       | 1       | 491     | 445     | 4            | 0            | 4            | 283          | 352          | 10     | 5      | 5      | 774    | 797    | -23    |
| Totale                     | 54    | 21      | 19      | 2       | 1774    | 1562    | 19           | 8            | 11           | 1541         | 1619         | 40     | 27     | 13     | 3315   | 3181   | +134   |

## Fonti
Guida ai campionati nazionali di basket 2005
La Gazzetta del Mezzogiorno edizione 2004-05